# Sturgeon (Missouri)
Sturgeon – miasto w Stanach Zjednoczonych, w stanie Missouri, w hrabstwie Boone.